# Куртина
Курти́на (нем. Kurtine, фр. Courtine) — применяемое с XVI столетия обозначение для прямого крепостного вала, соединяющего два бастионных сооружения.
В других источниках указано, что курти́на — отдельная часть сада, участок, ко́лочек, островок. || воен. часть вала (часть укрепления) между двумя бастионами, и средняя часть бастионного фронта, соединяющая фланки бастионов и дающая фронтальный огонь по впереди лежащей местности; в строении: межистенок, простенок.

## Архитектура
Собственно слово «куртина» происходит от французского courtine, обозначавшего в Средневековье театральный занавес, висевший между двух столбов.  В исторической литературе начиная с XVIII столетия понятие «куртина» распространяется также на античные и более поздние оборонительные сооружения, так что в настоящее время под этим термином понимается любая крепостная стена или вал между двумя фланкирующими сооружениями.

### Протяжённость
Длина куртины, то есть расстояние между бастионами, как правило, определялась дальностью стрельбы луков, арбалетов, ружей, мушкетов и лёгкой артиллерии — оружия, которым защищавшиеся пользовались в эпоху, когда строилась крепость. Впрочем, со временем расстояние между бастионами — несмотря на увеличение дальности стрельбы — становится всё меньше.

### Высота
Высота куртины и материал, который использовался при её возведении (земля, дерево или камень), зависели от многих параметров, и для их выбора каких-либо твёрдых правил не существовало. С ростом поражающей силы артиллерии высота валов постепенно снижалась, но тем не менее она оставалась достаточной для успешного обозрения пространства, занимаемого противником. Материал зависел от применяемого возможным противником оружия, местных природных ресурсов и обеспеченности ведущего строительство. Вплоть до изобретения ручных гранат куртины на севере Европы (прежде всего, в Голландии и Фландрии) возводились из земли и обкладывались дёрном (так называемая «нидерландская манера», «Niederländischer Manier»), так что значительная часть выпущенных противником железных ядер не причиняла особого вреда. Впрочем, так как земляные валы противнику относительно легко удавалось взять штурмом, нижнюю часть рва, прилегавшую с внешней стороны к куртине (контрэскарп), засыпали битым камнем.

### Прочие защитные методики и ворота
Если в раннее Средневековье перед крепостными стенами, как правило, оставляли пустое пространство, то позднее, с началом использования при осадах штурмовых башен, перед куртинами высаживались густые кустарники, а также деревья, затруднявшие наступление нападающих и исключавшие возможность использования ими осадных башен. Уже в эпоху Ренессанса это была обычная практика при крепостном строительстве. Кроме этого было вскоре выяснено, что убойная сила каменных или железных ядер осадной артиллерии, летящих через густые кустарники или заросли деревьев, значительно уменьшалась.
В отличие от средневековых защитных сооружений, где въездные ворота всегда располагались в нижней части башен, в более поздние времена крепостные ворота строились в центральной части куртины, так чтобы их можно было контролировать с обоих фланкирующих бастионов. Внешняя часть ворот была, как правило, защищена имевшим форму полумесяца сооружением типа барбакана или равелином.

## См.также
- Прясло в русском крепостном строительстве